# بانکو بیلبائو ویسکایا آرخنتاریا

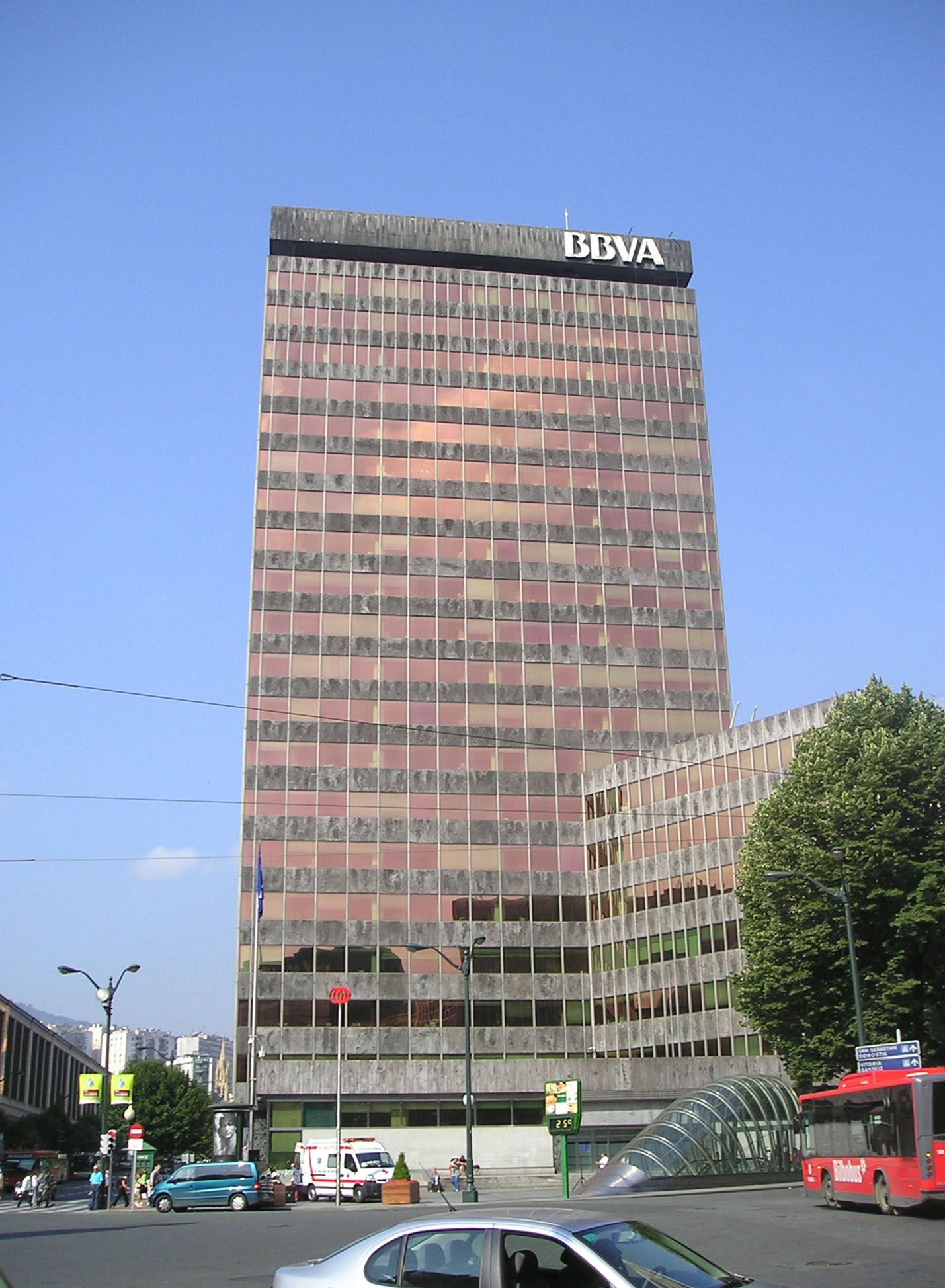
شعبه مرکزی بانکو بیلبائو، در شهر بیلبائو، اسپانیا

بانکو بیلبائو (به اسپانیایی: Banco Bilbao) گروه بین‌المللی بانکداری اسپانیایی است، که در سال ۱۹۹۹ با ادغام بانکو بیلبائو ویزکایا و بانک آرژنتاریا، تأسیس شد.
بانکو بیلبائو پس از گروه سانتاندر دومین بانک بزرگ، در کشور اسپانیا محسوب می‌شود. این بانک در سال‌های اخیر، فعالیت‌های بین‌المللی خود را، توسعه داده و در حال حاضر، در ۴۰ کشور جهان دارای شعبه می‌باشد، که برای نمونه می‌توان به زیرمجموعه‌هایی چون: بی‌بی‌وی‌ای بانکو فرانچز، بی‌بی‌وی‌ای کنتیننتال، بی‌بی‌وی‌ای بانکومر و بی‌بی‌وی‌ای کامپس اشاره کرد.
بانکو بیلبائو نیز، مانند بسیاری از شرکت‌های اسپانیایی، فعالیت‌های بخش بین‌المللی خود را، بر روی کشورهای اسپانیایی زبان مستقر در آمریکای لاتین، متمرکز کرده‌است. این بانک همچنین، دارای حضوری پُر رنگ، در کشورهای جنوب اروپا، به‌خصوص پرتغال و ایتالیا می‌باشد. بخشی از سهام این بانک در بازار بورس نیویورک و بورس مادرید دادوستد می‌شود.